# Nokia 5200
Nokia 5200 este un telefon mobil produs de către Nokia. El este mai puțin performant decât omologul său, Nokia 5300. 

## Deosebiri între 5200 și 5300
Dat fiind faptul că Nokia 5300 este foarte asemănător cu 5200, din punctul de vedere al aspectului, este important de menționat câteva deosebiri între cele două telefoane:
- 5300 are un ecran mai mare cu o rezoluție și calitate superioară, 240x320 în comparație cu 128x160.
- dispune de o cameră cu rezoluție mai mare (1.3 MP) decât cea inclusă în 5200 (VGA).
- 5300 are mai multe butoane de control al muzicii pe partea laterală a telefonului.

## Caracteristici
| Tip                         | Specificație                                                               |
| --------------------------- | -------------------------------------------------------------------------- |
| Greutate                    | 104g                                                                       |
| Dimensiuni                  | 92.4×48.2×20.7mm                                                           |
| Form Factor                 | Slide Phone                                                                |
| Durata de viață a bateriei  | Vorbire: 3.2 ore Standby: 263 ore                                          |
| Display                     | Tip: LCD (Color TFT/TFD) Colors: 262,144 (18-bit) Mărime: 128 x 160 pixeli |
| Platforma / OS              | Series 40                                                                  |
| Memorie                     | 8MB, 2GB expandable with microSD cards.                                    |
| Capacitate carte de telefon | 1000 entries with 5 numbers and extra info each                            |
| Limbi multiple              | Da                                                                         |
| Tonuri de apel polifonice   | Da                                                                         |
| Vibrație                    | Da                                                                         |
| Bluetooth                   | 2.0                                                                        |
| USB                         | Da                                                                         |
| Picture ID                  | Da                                                                         |
| Ringer ID                   | Da                                                                         |
| Apelare vocală              | Da                                                                         |
| Custom Graphics             | Da                                                                         |
| Custom Ringtones            | Da                                                                         |
| Modul avion                 | Da                                                                         |
| Browser Web                 | Da, XHTML 2.0.                                                             |
| Predictive Text Entry       | Da, T9.                                                                    |
| Slot card de memorie        | Tip card: microSD                                                          |
| MMS                         | Da                                                                         |
| Text Messaging              | 2-Way: Da                                                                  |
| Text Messaging Templates    | Da                                                                         |
| Redare muzică               | Formate suportate: MP3, WMA, AAC, M4A.                                     |
| Radio FM                    | Da                                                                         |
| Cameră                      | VGA w/ effects. Rezoluții posibile - 640x480,320x240,160x120               |
| Streaming Video             | Da                                                                         |
| Captura video               | Da                                                                         |
| Alarmă                      | Da                                                                         |
| Calculator                  | Da                                                                         |
| Calendar                    | Da                                                                         |
| Jocuri                      | Da                                                                         |
| Speaker Phone               | Da                                                                         |